# Municipio de Licking (condado de Muskingum)
El municipio de Licking (en inglés: Licking Township) es un municipio ubicado en el condado de Muskingum en el estado estadounidense de Ohio. En el año 2010 tenía una población de 2277 habitantes y una densidad poblacional de 34,12 personas por km².

## Geografía
El municipio de Licking se encuentra ubicado en las coordenadas 40°3′8″N 82°8′38″O / 40.05222, -82.14389. Según la Oficina del Censo de los Estados Unidos, el municipio tiene una superficie total de 66.73 km², de la cual 64,86 km² corresponden a tierra firme y (2,8 %) 1,87 km² es agua.

## Demografía
Según el censo de 2010, había 2277 personas residiendo en el municipio de Licking. La densidad de población era de 34,12 hab./km². De los 2277 habitantes, el municipio de Licking estaba compuesto por el 97,5 % blancos, el 0,61 % eran afroamericanos, el 0,04 % eran amerindios, el 0,22 % eran asiáticos, el 0,04 % eran de otras razas y el 1,58 % eran de una mezcla de razas. Del total de la población el 0,4 % eran hispanos o latinos de cualquier raza.